# طارق طايل
طارق طايل دبلوماسي مصري شغل منصب رئيس مكتب تمثيل جمهورية مصر العربية لدى دولة فلسطين منذ نوفمبر 2020 وحتى أغسطس 2022.

## عمله
عمل طارق طايل نائبًا لرئيس ممثلية مصر لدى فلسطين.
عُين في نوفمبر 2020 رئيسًا للممثلية خلفًا للسفير عصام الدين عاشور، وفي 24 نوفمبر 2020 قدم أوراق اعتماده إلى وزير الخارجية الفلسطيني رياض المالكي، وأعاد تسليم أوراق اعتماده إلى الرئيس الفلسطيني محمود عباس في 10 مارس 2021.
في 19 أغسطس 2022، منحه الرئيس الفلسطيني وسام نجمة القدس من وسام القدس لمناسبة انتهاء مهامه لدى فلسطين، ولدوره في تقوية العلاقات بين البلدين.